# Lundbjörnbär
Lundbjörnbär (Rubus nemorosus) är en rosväxtart som beskrevs av Friedrich Gottlob Hayne. Lundbjörnbär ingår i släktet rubusar, och familjen rosväxter. Inga underarter finns listade i Catalogue of Life.

## Bildgalleri

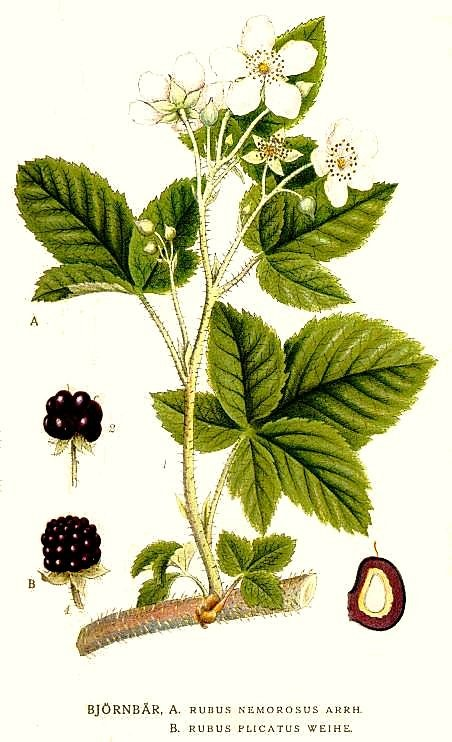